# Biskupi Kościoła Starokatolickiego Mariawitów
Biskupi Kościoła Starokatolickiego Mariawitów – kapłani katoliccy posiadający święcenia biskupie i sprawujący posługę w Kościele Starokatolickim Mariawitów.

## Sukcesja apostolska
Po wyodrębnieniu się w roku 1906 mariawitów z Kościoła rzymskokatolickiego i zorganizowaniu ich w odrębne wyznanie zaistniała konieczność posiadania własnej hierarchii z sukcesją apostolską. Mariawici nawiązali kontakty z Kościołami starokatolickimi z zachodniej Europy zrzeszonymi w Unii Utrechckiej.
Unia Utrechcka została utworzona 24 września 1889 roku, jako związek niezależnych starokatolickich Kościołów. Podstawowym dokumentem doktrynalnym wspólnoty starokatolickiej jest „Deklaracja Utrechcka Biskupów Starokatolickich” określająca, że jej sygnatariusze zachowują: „wiarę starego Kościoła, tak jak wyrażona ona została w ekumenicznych symbolach i w powszechnie uznanych dogmatycznych orzeczeniach Soborów ekumenicznych niepodzielonego Kościoła pierwszego tysiąclecia”. 
Deklaracja odrzuca m.in. watykańskie dekrety z 18 lipca 1870 roku o nieomylności i uniwersalności jurysdykcji papieża. Członkowie Unii Utrechckiej zachowują starokościelną zasadę św. Wincentego z Lerynu z 430 roku: „Trzymamy się tego co wszędzie, co zawsze, co przez wszystkich było wyznawane”.
Przełożony Związku Mariawitów ks. Jan M. Michał Kowalski wraz z ks. Romanem M. Jakubem Próchniewskim i ks. Leonem M. Andrzejem Gołębiowskim uczestniczyli w Kongresie Starokatolickim odbywającym się 7 września 1909 roku w Wiedniu. Uczestnicy Kongresu, po wysłuchaniu wyjaśnień o religijnych i społecznych zasadach ruchu mariawickiego przyjęli do Unii Kościół mariawicki i postanowili udzielić sakry biskupiej ks. M. Michałowi Kowalskiemu.
Konsekracja ks. M. Michała Kowalskiego na biskupa mariawitów miała miejsce 5 października 1909 roku w zabytkowej starokatolickiej katedrze św. Gertrudy w Utrechcie. Konsekracji dokonał arcybiskup Utrechtu Gerard Gul w asyście holenderskich biskupów: Jakuba van Thiela z Haarlemu i Mikołaja Spita z Deventer oraz biskupa Józefa Demmela z Bonn i biskupa Arnolda Mathewa z Londynu. W uroczystościach uczestniczyła delegacja mariawicka złożona z 6 kapłanów i przedstawiciela świeckiego parafii płockiej.
20 maja 1910 roku odbyła się w Płocku II Generalna Kapituła Kapłanów Mariawitów, na której m.in. postanowiono dokonać konsekracji dwóch nowych biskupów, wybierając jako elektów księży - Romana M. Jakuba Próchniewskiego i Leona M. Andrzeja Gołębiowskiego. Zgodnie ze zwyczajem Kościołów starokatolickich, zawiadomieni o uchwale Kapituły Kapłanów Mariawitów, biskupi starokatoliccy wyrazili zgodę na konsekrację. W sierpniu 1910 roku przybył do Polski biskup Haarlemu Jakub van Thiel wraz z ks. Franciszkiem Kennickiem, późniejszym arcybiskupem Utrechtu, i ks. Henrykiem van Vlijmenem, późniejszym biskupem Haarlemu.

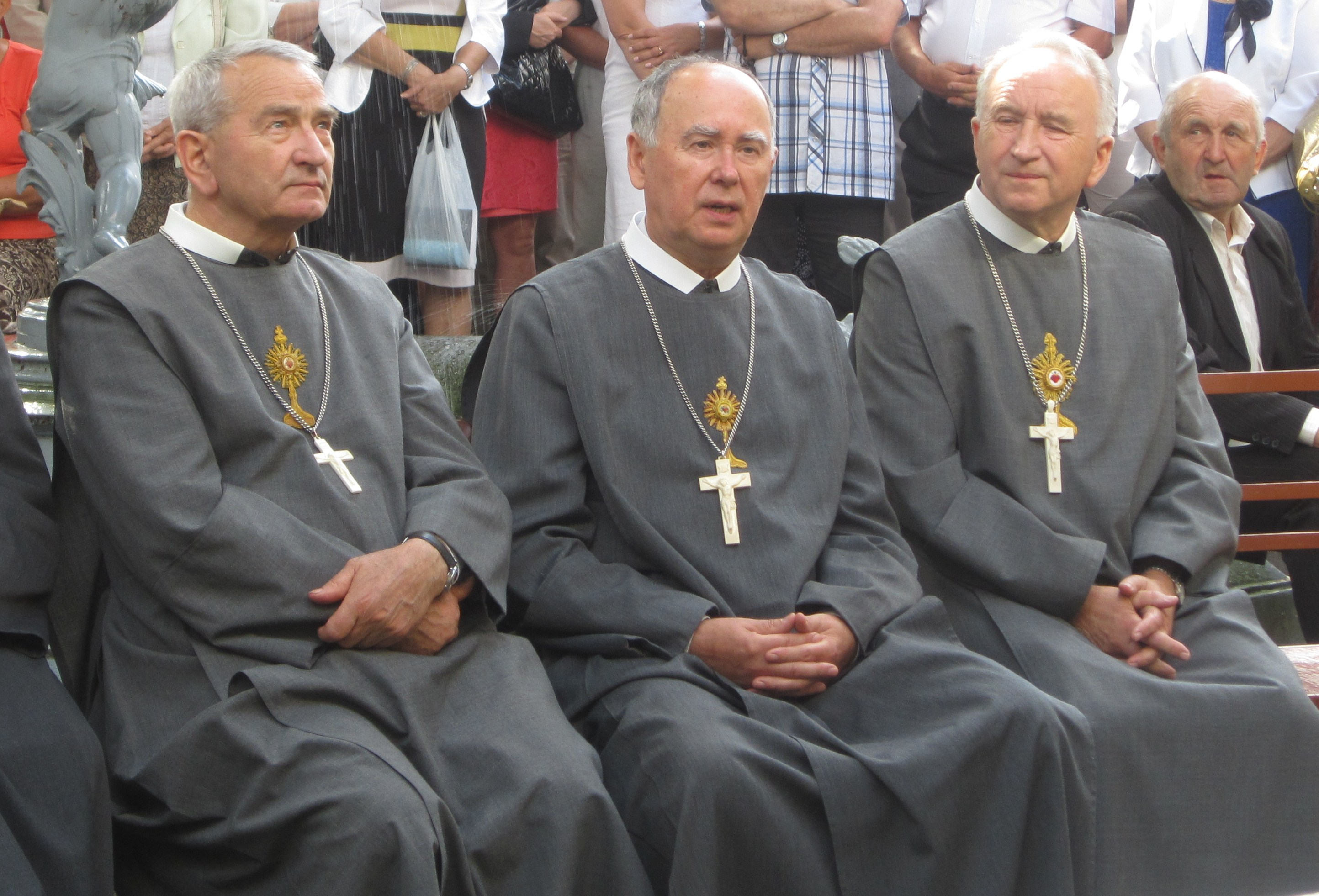
Biskupi Kościoła Starokatolickiego Mariawitów-Maria Włodzimierz Jaworski, Maria Ludwik Jabłoński i Maria Bernard Kubicki

Konsekracja odbyła się 4 września 1910 r. w nowo zbudowanym kościele mariawickim w Łowiczu. Dokonał jej bp Jan M. Michał Kowalski przy współudziale biskupów Gerarda Gula i Jakuba van Thiela. Dokonane akty konsekracji biskupów mariawickich oznaczały więc otrzymanie przez Kościół mariawicki pełnej sukcesji apostolskiej.

## Organizacja Kościoła Starokatolickiego Mariawitów
Według obecnie prawnie obowiązującego statutu Kościoła jego władzami są: Synod, Kapituła generalna, Rada Kościoła, Biskup Naczelny, biskup diecezjalny, zebranie parafialne, rada parafialna i proboszcz.
Biskup Naczelny wybierany przez Synod lub Kapitułę Generalną pełni jednocześnie funkcję Przewodniczącego Rady Kościoła i reprezentuje Kościół na zewnątrz. Zwierzchnik Kościoła przyjmuje tytuł Biskupa Naczelnego od 1935 roku. 
Administracyjnie Kościół Starokatolicki Mariawitów dzieli się na trzy diecezje: warszawsko-płocką z siedzibą w Płocku, śląsko-łódzką z siedzibą w Łodzi i lubelsko-podlaską z siedzibą w Wiśniewie oraz posiada prowincję francuską z siedzibą w Paryżu.

## Biskupi Kościoła Starokatolickiego Mariawitów
| Biskup                                  | Urodzony                        | Święcenia kapłańskie       | Sakra biskupia               | Biskup Naczelny      | Zmarł                   | Uwagi |
| --------------------------------------- | ------------------------------- | -------------------------- | ---------------------------- | -------------------- | ----------------------- | --- |
| Leon Maria Andrzej Gołębiowski          | 11 kwietnia 1867, Spice-Szelugi | 1891, Płock                | 4 września 1910, Łowicz      |                      | 20 marca 1933           | w latach 1910–1933 biskup diecezji śląsko-łódzkiej                                                                                                 |
| Jan Maria Michał Kowalski               | 25 grudnia 1871, Latowicz       | 24 kwietnia 1897, Warszawa | 5 października 1909, Utrecht | 1906–1935            | 26 maja 1942, Hartheim  | arcybiskup, w latach 1906–1935 zwierzchnik Kościoła                                                                                                |
| Roman Maria Jakub Próchniewski          | 29 lutego 1872                  |                            | 4 września 1910, Łowicz      | 1945–1953            | 13 lutego 1954, Płock   | |
| Warzyniec Maria Franciszek Rostworowski | 1874, Milejów                   |                            | 4 października 1923          |                      | 8 maja 1956, Wiśniew    | biskup diecezji lubelsko-podlaskiej |
| Wacław Maria Bartłomiej Przysiecki      | 10 grudnia 1878                 | 15 sierpnia 1914, Płock    | 28 marca 1929, Płock         | 1955–1957            | 27 stycznia 1961, Płock | |
| Klemens Maria Filip Feldman             | 24 marca 1885                   | 15 sierpnia 1914, Płock    | 28 marca 1929                | 1935–1945            | 15 czerwca 1971         | |
| Janusz Maria Szymon Bucholc             | 13 marca 1893, Żyrardów         | 1919                       | 13 kwietnia 1933             |                      | 24 maja 1965, Płock     | W latach 1933–1955 biskup diecezji śląsko-łódzkiej                                                                                                 |
| Stanisław Maria Andrzej Jałosiński      | 4 października 1904             |                            | 4 października 1955          |                      | 29 lipca 1986           | biskup diecezji śląsko-łódzkiej |
| Jan Maria Michał Sitek                  | 23 października 1906            |                            | 4 października 1957          | 1957–1965            | 24 listopada 1970       | |
| Wacław Maria Innocenty Gołębiowski      | 8 czerwca 1913                  | 1934                       | 4 października 1955          | 1965–1972            | 2 sierpnia 1985         | |
| Stanisław Maria Tymoteusz Kowalski      | 25 października 1931, Leszno    | 1954                       | 6 sierpnia 1972, Płock       | 1972–1997            | 8 sierpnia 1997, Płock  | |
| Antoni Maria Roman Nowak                | 16 listopada 1931, Dobra        | 4 października 1958        | 20 listopada 1983            |                      | 16 listopada 2013       | W latach 1983–1992 biskup diecezji lubelsko-podlaskiej                                                                                             |
| Zdzisław Maria Włodzimierz Jaworski     | 2 stycznia 1937, Łęka           |                            | 20 listopada 1983            | 1997–2007            |                         | 2007–2024 biskup diecezji śląsko-łódzkiej, obecnie biskup emeryt                                                                                   |
| André Le Bec                            | 27 września 1943                | 4 listopada 1964           | 21 października 1979, Płock  |                      |                         | od 1992 biskup prowincji francuskiej |
| Michał Maria Ludwik Jabłoński           | 19 grudnia 1950, Niesułków      | 2 stycznia 1972, Płock     | 10 grudnia 1995, Wiśniew     | 2007–2015, p.o. 2023 |                         | w latach 1995–2007 biskup diecezji śląsko-łódzkiej od 2007 biskup diecezji lubelsko-podlaskiej od 18 września 2024 biskup diecezji śląsko-łódzkiej |
| Piotr Maria Bernard Kubicki             | 9 września 1948, Lipka          | 9 grudnia 1984, Płock      | 20 czerwca 2010, Płock       |                      |                         | biskup emeryt |
| Marek Maria Karol Babi                  | 10 maja 1975, Warszawa          | 6 września 1998, Płock     | 29 sierpnia 2015, Płock      | 2015–2023            |                         | w latach 2015–2023 biskup diecezji warszawsko-płockiej                                                                                             |
| Jarosław Maria Jan Opala                | 4 maja 1967, Wyszogród          | 6 maja 1990, Płock         | 7 października 2023, Płock   | od 2023              |                         | od 2023 biskup diecezji warszawsko-płockiej |
| Tomasz Maria Daniel Mames               | 16 kwietnia 1980                | 7 sierpnia 2011, Płock     | 18 listopada 2023, Paryż     |                      |                         | od 2023 biskup koadiutor diecezji i prowincji francuskiej                                                                                          |
| Maria Roland Fleury                     | 3 października 1955             | 1983                       | 11 października 1987         |                      |                         | od 2024 biskup diecezji normandii prowincji francuskiej                                                                                            |